# Statut du royaume des Pays-Bas
Lire en ligne

Consulter

Le Statut du royaume des Pays-Bas (en néerlandais Statuut voor het Koninkrijk der Nederlanden, en papiamento Statuut pa e Reino di Hulanda) est une norme juridique promulguée le 15 décembre 1954 qui décrit les relations politiques entre différentes entités du royaume des Pays-Bas : Aruba, Curaçao et Saint-Martin, dans les Caraïbes, et les Pays-Bas, en majeure partie en Europe. C'est le document le plus important du Royaume, situé au-dessus de la Loi fondamentale des Pays-Bas dans la hiérarchie des normes. Les lois fondamentales des quatre entités des Pays-Bas sont soumises au Statut.

## Sources
- (en) Cet article est partiellement ou en totalité issu de l’article de Wikipédia en anglais intitulé « Charter for the Kingdom of the Netherlands » (voir la liste des auteurs).